# Notação de engenharia
Notação de engenharia ou forma de engenharia é uma versão da notação científica , em que o expoente de dez deve ser divisível por três (isto é, são potências de mil, mas escrito como, por exemplo, 106 em vez de 1.0002). Como uma alternativa para a escrita de potências de 10, prefixos SI podem ser usados
, que também costumam fornecer passos de um fator de mil.
Em calculadoras, notação de engenharia é chamado de  modo "ENG".

## História
Uma implementação inicial de notação de engenharia em forma de seleção de intervalo e apresentação de números com prefixos SI foi introduzido no contador frequência computadorizado HP 5360A pela Hewlett-Packard , em 1969.
Baseado em uma ideia por Peter D. Dickinson a primeira calculadora para suportar notação de engenharia exibindo valores de expoente com potência de dez  foi o PS-25 , em 1975. Isto foi implementado como um modo de exibição dedicado, em adição a notação científica.

## Visão geral
Comparada a notação científica normalizada, uma desvantagem da utilização de prefixos SI e engenharia de notação é que valores significativos não são sempre facilmente perceptível. Por exemplo, 500 µm e 500 × 10−6 m não podem expressar a incerteza distinções entre 5 × 10−4 m, 5.0 × 10−4 m, e de 5,00 × 10−4 m. Isto pode ser resolvido alterando o intervalo de coeficiente em frente ao espelho comum (1 a 1000 0,001–1.0. Em alguns casos, pode ser adequado; em outros, pode ser impraticável. No exemplo anterior, de 0,5 mm, de 0,50 mm, ou 0.500 mm teria sido usado para mostrar a incerteza e valores significativos. Também é comum ao estado a precisão explicitamente, como "47 kΩ ±5%"
Outro exemplo: quando a velocidade da luz (exatamente 299792458 a definição do metro e do segundo) é expresso como 3.00 × 108 m/s ou 3,00 × 105 km/s, então é claro que ele está entre 299 500 km/s e 300 a 500 km/s, mas quando usando 300 × 106 m/s ou 300 × 103 km/s, 300 000 km/s, ou seja, o incomum, mas curto a 300 Mm/s, isso não está claro. Uma possibilidade é utilizar 0.300 Gm/s, conveniente escrever, mas pouco prático na compreensão (de escrever algo grande como uma fração de algo ainda maior; em um contexto de grandes números expressos na mesma unidade, isto pode ser conveniente, mas que não se aplica aqui).
Por outro lado, a engenharia de notação permite que os números corresponder explicitamente o seu correspondente em SI prefixos, o que facilita a leitura e a comunicação oral. Por exemplo, a 12,5 × 10−9 m pode ser lido como "doze pontos-cinco nanômetros" e escrito como de 12,5 nm, enquanto que a sua notação científica equivalente a 1,25 × 10−8 m provavelmente seria lido como "um-ponto-de-dois-cinco vezes dez-para-o-negative-oito metros".
Engenharia de notação, como notação científica em geral, pode usar o E-notação, tais que
3.0 × 10-9
pode ser escrito como
3.0 do E−9 (ou 3.0, e−9)
O endereço de E (ou e) não deve ser confundido com o exponencial e que possui um significado completamente diferente. Neste último caso, seria demonstrado que a 3e−9 ≈ 0.000 370 23.
| Prefixo  | Prefixo | Base 10 | Decimal     | Adoção |
| Nome     | Símbolo | Base 10 | Decimal     | Adoção |
| -------- | ------- | ------- | ----------- | ------ |
| quetta   | Q       | 1030    | 1000        | 2022   |
| ronna    | R       | 1027    | 1000        | 2022   |
| yotta    | Y       | 1024    | 1000        | 1991   |
| zetta    | Z       | 1021    | 1000        | 1991   |
| exa      | E       | 1018    | 1000        | 1975   |
| peta     | P       | 1015    | 1000        | 1975   |
| tera     | T       | 1012    | 1000        | 1960   |
| giga     | G       | 109     | 1000        | 1960   |
| mega     | M       | 106     | 1000        | 1873   |
| quilo    | k       | 103     | 1000        | 1795   |
| hecto    | h       | 102     | 100         | 1795   |
| deca     | da      | 101     | 10          | 1795   |
| —        | —       | 100     | 1           | —      |
| deci     | d       | 10−1    | 0,1         | 1795   |
| centi    | c       | 10−2    | 0,01        | 1795   |
| milli    | m       | 10−3    | 0,001       | 1795   |
| micro    | μ       | 10−6    | 0,000001    | 1873   |
| nano     | n       | 10−9    | 0,000000001 | 1960   |
| pico     | p       | 10−12   | 0,000000001 | 1960   |
| femto    | f       | 10−15   | 0,000000001 | 1964   |
| atto     | a       | 10−18   | 0,000000001 | 1964   |
| zepto    | z       | 10−21   | 0,000000001 | 1991   |
| yocto    | y       | 10−24   | 0,000000001 | 1991   |
| ronto    | r       | 10−27   | 0,000000001 | 2022   |
| quecto   | q       | 10−30   | 0,000000001 | 2022   |
| Notas 1. |         |         |             |        |

## Binário de engenharia de notação
Assim como decimal de engenharia de notação pode ser visto como uma base-1000 notação científica (103 = 1000), binário de engenharia de notação refere-se a uma base de 1024 notação científica (210 = 1024), onde o expoente de dois devem ser divisível por dez. Isto está intimamente relacionado com a base-2, de ponto flutuante de representação comumente usado no computador aritmética, e o uso da norma IEC binário prefixos (e.g. 1B10 por 1 × 210, 1B20 por 1 × 220, 1B30 por 1 × 230, 1B40 por 1 × 240 etc.).
| IEC prefixes | IEC prefixes | IEC prefixes    | IEC prefixes    | IEC prefixes              |
| Prefix       | Prefix       | Representations | Representations | Representations           |
| Name         | Symbol       | Base 1024       | Base 2          | Value                     |
| ------------ | ------------ | --------------- | --------------- | ------------------------- |
| yobi         | Yi           | 10248           | 280             | 1208925819614629174706176 |
| zebi         | Zi           | 10247           | 270             | 1180591620717411303424    |
| exbi         | Ei           | 10246           | 260             | 1152921504606846976       |
| pebi         | Pi           | 10245           | 250             | 1125899906842624          |
| tebi         | Ti           | 10244           | 240             | 1099511627776             |
| gibi         | Gi           | 10243           | 230             | 1073741824                |
| mebi         | Mi           | 10242           | 220             | 1048576                   |
| kibi         | Ki           | 10241           | 210             | 1024                      |
| 10240        | 20           | 1               |                 |                           |